# 聖克拉拉 (聖維森特省)
聖克拉拉（西班牙語：Santa Clara），是薩爾瓦多的城鎮，位於該國中部，由聖維森特省負責管轄，面積124.46平方公里，海拔高度585米，2007年人口5,349，人口密度每平方公里42.98人。
13°42′N 88°44′W / 13.700°N 88.733°W